# Edmond Lackenbacher
Edmond Lackenbacher est un syndicaliste enseignant né le 9 juillet 1901 à Paris et mort au combat à Arras le 19 mai 1940.

## Biographie
Élève au lycée Condorcet à Paris, il obtient son baccalauréat en 1918 et est admis (26e sur 26) à l’École normale supérieure en 1920. Il est lauréat d'une licence de Lettres en 1920 et d'un Diplôme d'études supérieures (DES) en 1922. Après son service militaire il devient professeur au lycée de Bourges de 1924 à 1931. Reçu premier à l’agrégation des lettres en 1926 (après trois échecs en 1923, 1924, 1925), il est élu membre du comité de la Société des agrégés à partir de 1928 puis secrétaire général de 1929 à 1930.
Professeur au lycée Pasteur à Neuilly-sur-Seine de 1931 à 1939, il est délégué de Paris à la commission exécutive du Syndicat national des lycées de garçons et du personnel de l’enseignement secondaire (l'ancien nom du Syndicat national des lycées et collèges (SNALC) de 1931 à 1932. Il est le président de 1931 à 1934, puis le délégué des colonies, protectorats et de l’étranger à la commission exécutive, de 1932 à 1937.
Battu par Albert Fedel aux élections au Conseil supérieur de l’instruction publique par 223 voix contre 1 et 53 à Georges Cogniot le 11 avril 1934, il est membre du Bureau national du SPES de 1937 à 1940, chargé de la rédaction et de l’administration du Bulletin d’informations du Syndicat du personnel de l’Enseignement secondaire de 1937 à 1939. Il est battu par André-Marie Gossart aux élections des représentants du personnel au comité consultatif de l’enseignement secondaire par 1 939 voix contre 1 447 en juin 1937. De 1939 à 1940, il est trésorier adjoint du SPES. Professeur de lettres supérieures au lycée Louis-le-Grand de 1939 à 1940, il est mobilisé comme capitaine de réserve au 95e régiment d’infanterie 1939-1940. 
Ses supérieurs saluaient la qualité de son enseignement. En 1928 l’inspecteur d’académie notait à son sujet « professeur entraîneur d’élèves ; ne mérite que des éloges. » En 1929 l’inspecteur général le juge « excellent professeur », en 1933 son proviseur confirme cette impression « Malgré les occupations très lourdes dont la confiance de ses collègues l’a chargé, il fait preuve d’un dévouement professionnel tout à fait méritoire. » La même année l’inspecteur général Dominique Parodi note : « Très simple et cordial avec ses élèves, consciencieux et dévoué, intelligent et vivant, il m’apparaît comme un très bon professeur. »
Il était célibataire. 
Jean Collombat lui a dédié son livre La Fin du monde civilisé les prophéties de Vacher de Lapouge. Le 11 novembre 1947, une crypte de la chapelle de la Sorbonne est dédiée à sa dépouille ainsi qu'à de celles de neuf autres maîtres et deux étudiants symbolisant l’héroïsme des universitaires au service de la France.